# Czwarty K
Czwarty K – powieść polityczna autorstwa Maria Puzo, opowiadająca o przeżyciach Francisa Xaviera Kennedy’ego (potomka rodziny Kennedych) i jego współpracowników oraz wrogów podczas trwania wielkiej wojny Stanów Zjednoczonych z terrorystami.
Po wydaniu książki Mario Puzo powiedział: „The Fourth K was a [commercial] failure - but it was my most ambitious book.” („Czwarty K to [komercyjna] porażka - ale to jest moja najambitniejsza książka”.)

## Fabuła
Grupa terrorystyczna, pod dowództwem Yabrila, morduje papieża, porywa i w późniejszym czasie zabija córkę prezydenta Stanów Zjednoczonych. Parę dni po tych wydarzeniach na Times Square wybucha bomba atomowa podłożona przez dwóch młodych idealistów. Od tej pory Francis Xavier Kennedy, prezydent Stanów Zjednoczonych koncentruje się na zemście. Inne wątki powieści to kariera Davida Jatneya, poczynania Christiana Klee, prokuratora generalnego czy droga do prezydentury Hellen Du Pray.

## Główni bohaterowie
- Francis Xavier Kennedy – prezydent Stanów Zjednoczonych. Po śmierci żony i córki przeżywa duchową zmianę. Od tej pory koncentruje swoje życie na zemście sam nie będąc tego do końca świadomy.
- Christian Klee – prokurator generalny Stanów Zjednoczonych. Zarządza on ochroną prezydenta. Swe życie koncentruje na pomocy Francisowi, którego traktuje jak brata.
- Yabril – rewolucjonista, szef grupy terrorystycznej. Silnie wierzy w swe przekonania.
- Dawid Jatney – początkowo pisał i sprawdzał scenariusze do filmów. Po nieudanej karierze w show biznesie. z rozpaczy i obawy przed przyszłością przeciętnego Amerykanina dokonuje zamachu na Francisa Xaviera Kennedy’ego.
- Olivier Oliphant (Wyrocznia) – stuletni staruszek bacznie obserwujący życie polityczne. Bliski przyjaciel Christiana Klee.
- Hellen Du Pray – wiceprezydent Ameryki, lojalna wobec Francisa, na swój sposób darzyła go miłością. W przyszłości zostaje pierwszym prezydentem Ameryki - kobietą.

## Inni bohaterowie
- Romeo
- Anne
- Oldblood Gray
- Eugene Dazzy
- Bert Audick
- Sułtan Sherhabenu
- Henry Tibbot
- Adam Gresse
- Arthur Wix
- Theresa Kennedy